# Jean-Philippe Séchet
Jean-Philippe Séchet (Raon-l'Étape, 15 luglio 1965) è un ex calciatore francese, di ruolo centrocampista.

## Palmarès

### Competizioni nazionali
- Coppa di Francia: 1

Paris Saint-Germain: 1994-1995
- Coppa di Lega francese: 1

Paris Saint-Germain: 1994-1995